# Anaxita rubrosignata
Anaxita rubrosignata är en fjärilsart som beskrevs av Gustav Weymer 1907. Anaxita rubrosignata ingår i släktet Anaxita och familjen björnspinnare. Inga underarter finns listade i Catalogue of Life.